# 花衫旦
花衫旦，簡稱花衫，是戏曲中的行當名称，是旦的一种，为综合青衫旦、花旦艺术特点而来的新旦角类型，性格比青衫活泼，比花旦庄重。有王瑶卿首创。

## 京剧花衫
京剧原来没有花衫行当，后来，王瑶卿将青衣、花旦、刀马旦三者加以综合运用，唱念做打并重，这类旦角类型被称作花衫。京剧花衫代表人物有《霸王别姬》中的虞姬、《汉明妃》中的王昭君等。

## 越剧花衫
在越剧中，花衫指表演形态介于闺门旦和花旦之间的古代青年女子。代表人物有《梁山伯與祝英台》中的祝英台、《盘夫索夫》中的严兰贞等。